# Силва Марселино, Жуан Витор да
Жуа́н Ви́тор да Си́лва Марсели́но (порт. João Victor da Silva Marcelino; род. 17 июля 1998, Бауру, Сан-Паулу), или же просто Жуа́н Ви́тор (порт.-браз. João Victor) — бразильский футболист, защитник московского ЦСКА.

## Биография
Жуан Витор — воспитанник клубов «Ботафого» (Рибейран-Прету), «Коимбра», «Атлетико Минейро» и «Коринтианс». В начале 2020 года для получения игровой практики «Коринтианс» отдал его в аренду в «Интернасьонал Лимейра». 22 января в матче против Лиги Паулиста против «Гуарани» он дебютировал за новый клуб. Летом того же года Жуан на правах аренды перешёл в «Атлетико Гоияниенсе». 30 августа в матче против «Сеара» он дебютировал в бразильской Серии A. По окончании аренды Жуан Витор вернулся в «Коринтианс». 6 июня 2021 года в матче против «Атлетико Минейро» он дебютировал за основной состав.

## Достижения

### Клубные
«Бенфика»
- Обладатель Суперкубка Португалии: 2023